# Phyllis Christine Cast
 (janvier 2012).
Si vous disposez d'ouvrages ou d'articles de référence ou si vous connaissez des sites web de qualité traitant du thème abordé ici, merci de compléter l'article en donnant les références utiles à sa vérifiabilité et en les liant à la section « Notes et références ».
Pour les articles homonymes, voir Cast.
Phyllis Christine Cast (ou P. C. Cast), née en 1960 à Watseka dans l'Illinois, est une écrivaine américaine connue pour ses romans de la série La Maison de la nuit (House of Night) qu'elle a coécrits avec sa fille Kristin Cast.
Elle a grandi en alternance entre l'Illinois et l'Oklahoma. C'est là qu'elle se découvrit un amour pour les chevaux et pour la mythologie.
Après le lycée, elle s'engagea dans l'armée de l'air où elle suivit des cours de communication publique. Elle vit actuellement dans l'Oklahoma en compagnie de sa fille, qui est étudiante à l'université de Tulsa où elle-même enseigne l'anglais.
Elle a été mariée et a divorcé trois fois.

## Carrière
Son premier livre, Divine by Mistake a été initialement publié en 2001 et a remporté plusieurs prix. Ses livres publiés ultérieurement remportèrent eux aussi divers prix.
En 2005, P.C. Cast avec sa fille Kristin Cast commencent la coécriture de la série La Maison de la nuit (House of Night). Cette série qui jouit quelque peu de la popularité de Twilight de par son monde de vampires est très appréciée par les critiques et connaît un fort succès commercial dès sa sortie aux États-Unis.
En mars 2009, le cinquième livre de la série, Hunted (Traquée), est devenu immédiatement numéro 1 sur la liste des best-sellers aux États-Unis.
Selon P.C. Cast, l'idée des romans La Maison de la nuit lui est venue par son agent qui lui a suggéré le thème (l'école de vampires et leur transformation). L'univers des livres se déroule à Tulsa en Oklahoma (un univers habité par des humains et des vampires).
En novembre 2008, on apprend que les producteurs Michael Birnbaum et Jeremiah S. Chechik ont obtenu l'autorisation d'acquérir les droits cinématographiques. Pourtant aucun film n'en résulte.
En novembre 2011, il a été annoncé que les droits du film avaient été acquis par la compagnie du producteur Samuel Hadida.

## Œuvres

### UniversLa Maison de la nuit

#### SérieLa Maison de la nuit
Cette série est coécrite avec Kristin Cast.
1. Marquée, Pocket Jeunesse, 2010 ((en) Marked, 2007), trad. Julie Lopez, 360 p.  (ISBN 978-2-266-18700-8)
2. Trahie, Pocket Jeunesse, 2010 ((en) Betraye, 2007), trad. Julie Lopez, 978-2-266-18701-5352 p.  (ISBN 978-2-266-18701-5)
3. Choisie, Pocket Jeunesse, 2010 ((en) Chosen, 2008), trad. Julie Lopez, 282 p.  (ISBN 978-2-266-18702-2)
4. Rebelle, Pocket Jeunesse, 2011 ((en) Untamed, 2008), trad. Julie Lopez, 366 p.  (ISBN 978-2-266-18703-9)
5. Traquée, Pocket Jeunesse, 2011 ((en) Hunted, 2009), trad. Julie Lopez, 384 p.  (ISBN 978-2-266-20266-4)
6. Tentée, Pocket Jeunesse, 2011 ((en) Tempted, 2009), trad. Julie Lopez, 410 p.  (ISBN 978-2-266-20267-1)
7. Brûlée, Pocket Jeunesse, 2012 ((en) Burned, 2010), trad. Julie Lopez, 408 p.  (ISBN 978-2-266-20268-8)
8. Libérée, Pocket Jeunesse, 2013 ((en) Awakened, 2011), trad. Julie Lopez, 336 p.  (ISBN 978-2-266-20269-5)
9. Destinée, Pocket Jeunesse, 2013 ((en) Destined, 2011), trad. Julie Lopez, 464 p.  (ISBN 978-2-266-20270-1)
10. Cachée, Pocket Jeunesse, 2014 ((en) Hidden, 2012), trad. Julie Lopez, 384 p.  (ISBN 978-2-266-20271-8)
11. Révélée, Pocket Jeunesse, 2014 ((en) Revealed, 2013), trad. Julie Lopez, 384 p.  (ISBN 978-2-266-20272-5)
12. Sauvée, Pocket Jeunesse, 2015 ((en) Redeemed, 2014), trad. Julie Lopez, 448 p.  (ISBN 978-2-266-20273-2)

#### Romans courts
Ces romans courts sont coécrits avec Phyllis Christine Cast.
1. La Promesse de Dragon, Pocket Jeunesse, 2015 ((en) Dragon's Oath, 2011), trad. Aurore Alcayde, 144 p.  (ISBN 978-2-266-23553-2)
2. Le Serment de Lenobia, Pocket Jeunesse, 2012 ((en) Lenobia's Vow, 2012), trad. Aurore Alcayde, 154 p.  (ISBN 978-2-266-23309-5)
3. La Malédiction de Neferet, Pocket Jeunesse, 2015 ((en) Neferet's Curse, 2013), trad. Aurore Alcayde, 192 p.  (ISBN 978-2-266-23554-9)
4. La Chute de Kalona, Pocket Jeunesse, 2015 ((en) Kalona's Fall, 2014), trad. Aurore Alcayde, 160 p.  (ISBN 978-2-8238-2337-0)

#### SérieOther World
Cette série est coécrite avec Kristin Cast.
1. (en) Loved, 2017
2. (en) Lost, 2018
3. (en) Forgotten, 2019
4. (en) Found, 2020

### SérieSisters of Salem
Cette série est coécrite avec Kristin Cast.
1. (en) Spells Trouble, 2021
2. (en) Omens Bite, 2022
3. (en) Hex You, 2023

### SérieDysasters
Cette série est coécrite avec Kristin Cast.
1. (en) The Dysasters, 2019

### SérieMoonstruck
Cette série est coécrite avec Kristin Cast.
1. (en) Draw Down the Moon, 2024
2. (en) Give Up the Night, 2025

### SérieLa Prophétie maudite
1. La Prophétie maudite, Harlequin, coll. « Luna », 2005 ((en) Elphame's Choice, 2004), trad. Vassoula Galangau, 416 p.  (ISBN 2-280-15428-5)
2. La Chasseresse, Harlequin, coll. « Luna », 2006 ((en) Brighid's Quest, 2005), trad. Lucie Delplanque, 608 p.  (ISBN 2-280-15444-7)
3. L'Élue d'Epona, Harlequin, coll. « Luna », 2007 ((en) Divine by Mistake, 2006), trad. Lucie Périneau, 624 p.  (ISBN 978-2-2808-3384-4)
4. La Prêtresse de Partholon, Harlequin, coll. « Luna », 2008 ((en) Divine by Choice, 2006), trad. Alice Boucher, 480 p.  (ISBN 978-2-280-83835-1)
5. La Vestale d'Epona, Harlequin, coll. « Luna », 2009 ((en) Divine by Blood, 2007), trad. Yohan Lemonnier-Meheu, 496 p.  (ISBN 978-2-280-84797-1)

### SérieLes Passagers du temps
Le premier tome de cette série a été écrit par Lindsay McKenna et le deuxième par Cindy Dees.
1. Le Passeur des ténèbres, Harlequin, coll. « Nocturne », 2012 ((en) The Avenger, 2009), trad. Fabrice Canepa, 288 p. (ISBN 978-2-280-24614-9)

### SérieChroniques d’un autre monde
1. Les Marcheurs de la terre, Bayard, 2018 ((en) Moon Chosen, 2016), trad. Karine Suhard-Guié, 696 p.  (ISBN 978-2-7470-7725-5)
2. La Horde, Bayard, 2019 ((en) Sun Warrior, 2017), trad. Karine Suhard-Guié, 672 p.  (ISBN 978-2-7470-7726-2)
3. (en) Wind Rider, 2018
4. (en) Earth Called, 2023

### SérieGoddess Summoning
1. (en) Goddess of the Sea, 2003
2. (en) Goddess of Spring, 2004
3. (en) Goddess of Light, 2005
4. (en) Goddess of the Rose, 2006
5. (en) Goddess of Love, 2007
6. (en) Warrior Rising, 2008
7. (en) Goddess of Legend, 2010
8. (en) Goddess of Troy, 2011

### SérieInto the Mist
1. (en) Into the Mist, 2022
2. (en) Out of the Dawn, 2023